# Арктик-Бей
Арктик-Бей ( інуктитут Ikpiarjuk, ᐃᒃᐱᐊᕐᔪᒃ , англ. Arctic Bay ) - село у Канаді у регіоні Кікіктаалук території Нунавут. Населення села становить 823 людини.

## Географія
Розташоване у північній частині півострова Бордена острова Баффінова Земля.

### Клімат
Село знаходиться у зоні, котра характеризується кліматом полярних пустель. Найтепліший місяць — липень із середньою температурою 5.6 °C (42 °F). Найхолодніший місяць — лютий, із середньою температурою -30.6 °С (-23 °F).
| Клімат Арктик-Бея       | Клімат Арктик-Бея | Клімат Арктик-Бея | Клімат Арктик-Бея | Клімат Арктик-Бея | Клімат Арктик-Бея | Клімат Арктик-Бея | Клімат Арктик-Бея | Клімат Арктик-Бея | Клімат Арктик-Бея | Клімат Арктик-Бея | Клімат Арктик-Бея | Клімат Арктик-Бея | Клімат Арктик-Бея |
| Показник                | Січ.              | Лют.              | Бер.              | Квіт.             | Трав.             | Черв.             | Лип.              | Серп.             | Вер.              | Жовт.             | Лист.             | Груд.             | Рік               |
| Середній максимум, °C   | −25               | −27               | −23               | −14               | −3                | 5                 | 9                 | 7                 | 0                 | −8                | −17               | −12,8             | −9                |
| Середня температура, °C | −29               | −31               | −27               | −19               | −7                | 2                 | 6                 | 4                 | −1                | −11               | −21               | −27               | −13               |
| Середній мінімум, °C    | −33               | −35               | −32               | −24               | −11               | −1                | 1                 | 1                 | −3                | −13               | −24               | −30               | −17               |
| Норма опадів, мм        | 6                 | 4                 | 5                 | 5                 | 7                 | 8                 | 19                | 25                | 21                | 17                | 8                 | 6                 | 131               |
| ----------------------- | ----------------- | ----------------- | ----------------- | ----------------- | ----------------- | ----------------- | ----------------- | ----------------- | ----------------- | ----------------- | ----------------- | ----------------- | ----------------- |
| Джерело: Weatherbase    |                   |                   |                   |                   |                   |                   |                   |                   |                   |                   |                   |                   |                   |

## Назва
Ескімоська назва Ikpiarjuk означає "кишеня". Село так назване через те, що воно з всіх сторін, окрім берегової лінії, оточене високими пагорбами. 

## Населення
Населення села Арктик-Бей за переписом 2011 року становить 823 людини і для нього характерним є зростання у період від переписів 2001 й 2006 років:
- 2001 рік - 649 осіб [5]

- 2006 рік – 690 особи [5]

- 2011 рік – 823 осіб.[1]

Дані про національний склад населення, рідну мову й використання мов у селі Арктик-Бей, отримані під час перепису 2011 року, будуть оприлюднені 24 жовтня 2012 року. Перепис 2006 року дає такі дані:
- корінні жителі - 640 осіб,
- некорінні - 50 осіб.

| Мова                                        | Кількість населення, осіб |
| Рідна мова                                  |                           |
| Лише англійська                             | 45                        |
| Лише французька                             | 10                        |
| Інша мова (мови)                            | 640                       |
| Володіння офіційною мовою                   |                           |
| Лише англійська                             | 570                       |
| Лише французька                             | 0                         |
| Обидві                                      | 10                        |
| Жодна                                       | 105                       |
| Мова, якою найчастіше розмовляють вдома     |                           |
| Англійська                                  | 70                        |
| Французька                                  | 0                         |
| Неофіційна мова                             | 610                       |
| Англійська і неофіційна мови                | 0                         |
| Мова, якою найчастіше розмовляють на роботі |                           |
| Англійська                                  | 130                       |
| Неофіційна мова                             | 170                       |
| Англійська і неофіційна мови                | 10                        |

## Транспорт
Село дорогою зв'язане з шахтарським поселенням Нанісівік, що знаходиться у приблизно 30 км від села.
У селі є аеропорт (англ. Arctic Bay Airport), що розташований приблизно за 5 км від села.

## Природа
В районі села знаходиться Національний парк Сермілик. Тут водяться нарвали, тюлені, моржі, кити.